# Gonneville-sur-Scie
Gonneville-sur-Scie település Franciaországban, Seine-Maritime megyében. Lakosainak száma 548 fő (2022. január 1.). Gonneville-sur-Scie Beauval-en-Caux, Belmesnil, Criquetot-sur-Longueville, Heugleville-sur-Scie, Notre-Dame-du-Parc és Saint-Crespin községekkel határos.

## Népesség
A település népességének változása:
| Lakosok száma | 445  | 464  | 467  | 465  | 484  | 503  | 522  | 537  | 548  |
|               | 2013 | 2015 | 2016 | 2017 | 2018 | 2019 | 2020 | 2021 | 2022 |